# Циркон
Цирќон (англ. zircon) — мінерал, що складається з рідкісного тугоплавкого металу цирконію, кремнію і кисню; головна руда цирконію і рідкісного розсіяного металу гафнію, присутнього в цирконі як ізоморфна домішка.
Синоніми: азорит, каліптоліт, хельдбургіт, цирконіт.

## Етимологія та історія
Циркон одержав назву від спотворених із часом перських слів зар — золото і ґун — схожий, подібний. (A.G.Werner, 1783).
Назва циркон походить або від арабського zarqun , що означає «кіновар», або від перського زرگون zargun, що означає «золотий».
Назва гіацинт, вживана з давніх часів, спочатку стосувалася синього або фіолетового мінералу. Вона походить від грецького слова Υάκινθος hyakinthos, що означає «молодість» — у грецькій міфології Гіакінтос був квіткою, що виникла з крові однойменного юнака. Вже в 300 році до нашої ери Теофраст з Ереса назвав цей мінерал Лінкуріоном за грецьким словом λυγκύριον лінкуріон. Пліній Старший у своїй «Природній історії» (Naturalis historia), написаній близько 77 року нашої ери, назвав мінерал, який, ймовірно, ідентичний сучасному циркону, хризолітом. Георгіус Агрікола у 1546 році, а також французький геолог  Бартелемі Фожа де Сен-Фон у 1772 році назвали мінерал гіацинтом.
Французький мінералог Жан Батіст Луї Роме де Ліль був першим, хто зобразив характерну кристалічну форму циркону з призмою та пірамідою та диференціював його різновиди. Німецький хімік Мартін Генріх Клапрот зазначив, що Роме був першим, хто подумав про цей мінерал «як про особливий тип каменю». Мінерал вперше був названий цирконом (Silex Circonius) у 1783 році Абрахамом Готтлобом Вернером, учень якого Крістіан Август Зігфрід Гофман включив циркон у «Довідник з мінералогії» , який він написав після лекцій Вернера.
У 1789 році Мартін Генріх Клапрот проаналізував жовто-зелені та червонуваті циркони з Цейлону (сьогодні Шрі-Ланка) і виявив «раніше невідому, незалежну, просту землю», яку він назвав «цирконова земля» (Terra circonia). 
Французький мінералог Рене-Жюст Гаюї об’єднав гіацинт і циркон в єдиний мінерал, точно визначивши форму кристалів. Хімічний елемент цирконій вперше виділив шведський лікар і хімік Єнс Якоб Берцеліус.
Місцезнаходження типу (розташування матеріалу з першого опису) для циркону невідоме, тому немає відповідних визначених зразків мінералу (типовий матеріал).

## Загальний опис
Мінерал, силікат цирконію, Zr[SiO4]. Містить, як правило 1-4 % Hf, що ізоморфно заміщає Zr у кристалічній ґратці.
Звичайні домішки La, Ce, Pr, Nd, Sm, Y, Nb, Ta, Th, U. Зустрічається у вигляді короткопризматичних або діпірамідальних кристалів, та зерен неправильної фоми. Колір різноманітний, зазвичай бурий, червоно-бурий, помаранчевий, жовтий, темно-зелений до чорного, безбарвний. Забарвлення обумовнене домішками. Переважно оранжевого, жовтого, жовто-зеленого, коричневого кольору. Іноді фіолетовий, сірий. Блиск алмазний, жирний. Прозорий до напівпрозорого.
Сингонія тетрагональна. Дитетрагонально-дипірамідальний вид. Форми виділення: дрібні призматичні, іноді сильно змінені кристали, комбінації призм і дипірамід, вкрапленість кристалів, зернисті, коломорфні виділення. Спайність нечітка, недосконала по (100). Густина 4,6-4,7 (з домішками 4,0-5,1). Твердість 7,5. Радіоактивний. Метаміктний. Крихкий.

## Кристалографія
Кристали являють собою просту комбінації форм призми  {110} і біпіраміди {111}, до яких приєднується також призма {100} : іноді кристали закінчуються дітетрагональною біпірамідою {311}. Крім вказаних форм на деяких кристалах відмічаються гострі біпіраміди {331}. В окремих родовищах знайдені кристали циркону, утворені тільки гранями біпіраміди {111}. Внаслідок чисельності форм такі кристали наближаються до ізометричних.
Габітус. Циркон добре кристалографічно індивідуалізований мінерал. Звичайно спостерігається у вигляді кристалів, які можуть досягати значних розмірів. Кристали в більшості випадків витягнуті по головній осі; іноді виявляються укорочені. Головні габітуси: стовпчастий, короткостовпчастий, рідше ізометричний і біпірамідальний.

## Фізичні властивості

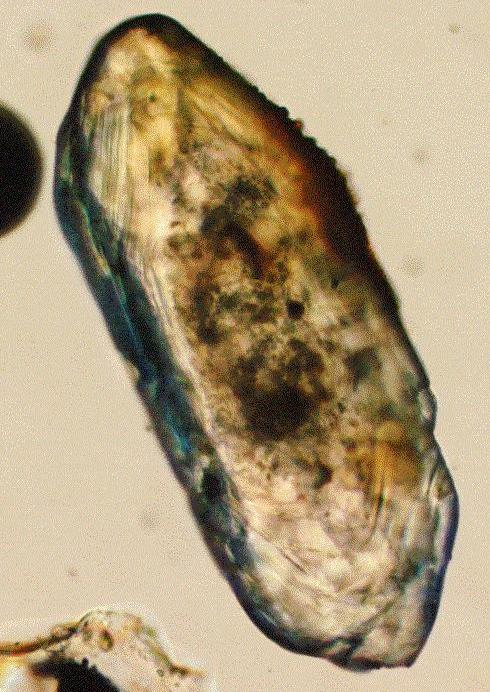
Зерно циркону під мікроскопом (розмір зерна ~0,25 мм)

Колір циркону помаранчевий, жовтий, коричневий, часто сіруватий, рожевий, червоний. Блиск алмазний, іноді жирний. Спайність середня по призмі (110). Твердість 7.5. Крихкий. Питома вага 4,68—4,70. Часто радіоактивний.

## Різновиди
Розрізнять:
- ауербахіт — різновид циркону з Приазов'я[11][12];
- гіацинт — червоний, помаранчевий, червоно-бурий, бурий, рожевий;
- малакон — циркон, що містить понад 1 % води;
- циртоліт — зруйновані циркони, складені з оксиду кремнію і оксиду циркону.

За кольором ювеліри розрізняють такі різновиди:
- жаргон — жовтий, золотисто-жовтий циркон;
- матарський діамант — безбарвний, прозорий;
- старліт — синій, блакитний;
- циркон австралійський (червоного або жовтого кольору з Австралії);
- циркон білий (безбарвний) — тобто знезалізнений циркон, очищений від домішок;
- циркон благородний (коштовна відміна без включень і дефектів);
- циркон вогненний (циркон, у якого при нагріванні змінюється колір);
- циркон гафніїстий (різновид, що містить до 31 % Hf);
- циркон блакитний (циркон, у якого при нагріванні природний колір змінюється на блакитний або сіруватий до коричневого);
- циркон зірчастий (зеленого кольору з явищами астеризму);
- циркон циркон-пектоліт (зайва назва розенбушиту);
- циркон сіамський (блакитний Ц. з Індокитаю);
- циркон торіїстий (радіоактивний розкладений);
- циркон циркон-фавас (прихованокристалічні конкреції, що складаються переважно з баделеїту і утворюються в корі вивітрювання родовища Жакупіранга, Бразилія; коломорфний баделеїт);
- циркон цейлонський (торговельна назва жовтого, жовто-зеленого і вогненно-червоного кольорів з родовищ острова Шрі Ланка).

Інші різновиди циркону: альвіт (різновид циркону, який містить до 16 % Hf), аршиновіт (метаколоїдний цирконій, зустрічається в осадових породах), ауербахіт (різновид циркону з нефелінових сієнітів Приазов'я, має дипірамідальний обрис, колір світло-сірий), гагаталіт, хагаталіт (різновид циркону з вмістом рідкісних земель до 13 %; родовище Гагата, провінція Іго, Японія), гель-циркон (те ж саме, що й аршиновіт), гіацинт (прозорий різновид циркону насиченого червоного, оранжевого або буруватого кольору), жаргон (дорогоцінний різновид циркону золотисто-жовтого кольору), малакон (метаміктний циркон, який містить торій), наегіт (циркон з домішками ітрію, ніобію, танталу, урану; утворює тетрагональні сферичні аґреґати; густина 4,09; твердість 7,5; колір зелений, бурий; знайдений у розсипах Японії), оямаліт (різновид циркону з родовища Ояма, Японія; містить P2O5 і рідкісні землі), циртоліт (радіоактивний різновид циркону, який містить уран), ямагучиліт, ямагутиліт (родовище циркону, що містить 4-5 % P2O5 i 16 % TR; ідентичний з оямалітом).

## Утворення і родовища
Циркон утворюється в ході магматичного і пегматитового процесу. У першому випадку він зустрічається як акцесорний мінерал, переважно в породах, пов'язаних з лужними магмами. В основному циркони пов'язані з пегматитовим процесом у лужних породах.
Значні родовища циркону відомі у Південній Норвегії (Гітере, Крагере, Телемаркен), у Бразилії, США (штат Флорида), на островах Шрі-Ланка та Мадагаскар.
Україна володіє третім за величиною родовищем у світі.
Циркон — розповсюджений акцесорний мінерал кислих та лужних вивержених порід; зустрічається в пегматитах і нефелінових сієнітах. Виявлено також у розсипах, де асоціює з іншими важкими, стійкими мінералами. Зустрічається разом з апатитом, титанітом, магнетитом. До супутніх мінералів також належать: польовий шпат, корунд, пірохлор, апатит, іноді скаполіт, піроксен, титаніт та ін. Характерні знахідки: Норвегія, шт. Нью-Йорк, Коннектикут (США), Урал (РФ), провінція Онтаріо (Канада), Ампанобе (о. Мадагаскар). В Україні є зокрема у Приазов'ї. Видобувається головним чином з розсипів.

## Датування гірських порід
Незважаючи на порівняно низькі концентрації в гранітоїдах і мафітах і вкрай низькі в ультрамафітах, циркон несе важливу інформацію про умови та історію формування порід і дозволяє її реставрувати. Циркони, внаслідок своєї стійкості до процесів вивітрювання і деяким іншим метасоматичним перетворенням, являють собою прекрасний матеріал для ізотопного датування різних етапів формування магматичних і метаморфічних порід. Поява локальних методів аналізу різко підвищило ефективність використання геохімічних особливостей циркону для петрологічних і геодинамічних реконструкцій. Уран-свинцевий метод.
Циркон один з найдавніших мінералів у історії планети Земля. У породах архейського віку більшість отриманих значень ізотопного віку циркону знаходиться в інтервалі 2,7-2,8 млрд років; в декількох ядрах циркону вік сягає 3,5 млрд років. За ізотопним складом U та Pb циркону виявлено найдавніший вік порід на Землі — 4,4 млрд років в метаморфічних породах Австралії. На пляжах о. Маврикій були знайдені 20 цирконів, вік яких — 660 млн років. Один з кристалів має вік близько 2 млрд років.

## Використання
Використовують для одержання оксиду цирконію, гафнію, у ювелірній справі. Циркони промислового якості, а також штучні використовуються у виготовленні вогнетривких матеріалів. Циркон — вогнетрив для скловарних і сталеплавильних печей, а також формувальний матеріал при ливарному виробництві. Крім того, за допомогою циркону свинцевим методом визначають абсолютний вік порід.
Станом на 2013-й рік у світі найбільшим кінцевим споживачем циркону є керамічна галузь, що становить близько 50% попиту. При цьому приблизно 90% попиту на кераміку пов'язано з виробництвом плитки, 9% - інша кераміка (сантехніка тощо) та 1% припадає на посуд. 
У хімічному секторі попит на циркон характеризується середньорічним зростанням понад 10%. Цей сектор обслуговує все більш різноманітний спектр кінцевих застосувань, використовуючи унікальні властивості циркону. До них входять каталітичні нейтралізатори, ядерні паливні стрижні, електроніка та датчики . Металевий цирконій та його сплави використовують у ядерній енергетиці як головний компонент оболонок ТВЕЛів, для легування сталей і як добавка у сплави міді, в піротехніці, виготовленні надпровідників, як конструкційний матеріал, у медицині.